# Юджоу
Юджоу (на китайски: 豫州; на пинин: Yùzhōu) е историческа област в Китай.
Юджоу е централната от Деветте провинции на древен Китай,  разположена между реките Хуанхъ и Хан. При империята Хан Юджоу е една от тринадесетте провинции, а в периода на Трите царства е част от Цао Уей. Областта продължава да съществува като провинция до империята Дзин.